# Hamaguchi Osachi
En aquest nom japonès, el cognom és Hamaguchi.
Hamaguchi Osachi (濱口 雄幸, Kōchi, 1 de maig de 1870-Tòquio, 26 d'agost de 1931), també anomenat Hamaguchi Yuko, va ser un polític japonès, primer ministre de 1929 a 1930.

## Biografia
Durant la seva infància va ser adoptat per la família Hamaguchi. Va graduar-se a la Universitat Imperial de Tòquio el 1895, poc després va entrar al Ministeri de Finances i ràpidament va escalar posicions. El 1912 va ser nomenat viceministre de comunicacions en el tercer govern del general Katsura Tarō, però va renunciar al càrrec després de tres mesos per unir-se al moviment de protecció de la constitució. L'any 1914 va ser nomenat viceministre de finances del govern d'Okuma Shigenobu i l'any següent va ser elegit membre de la Cambra de Representants. També exercí com a ministre, de Finances de 1924 a 1926, i d'Interior de 1926 a 1927. El mes de juny de 1927 va ser elegit president del Minseitō (Partit Democràtic), recentment creat.

### Primer Ministre

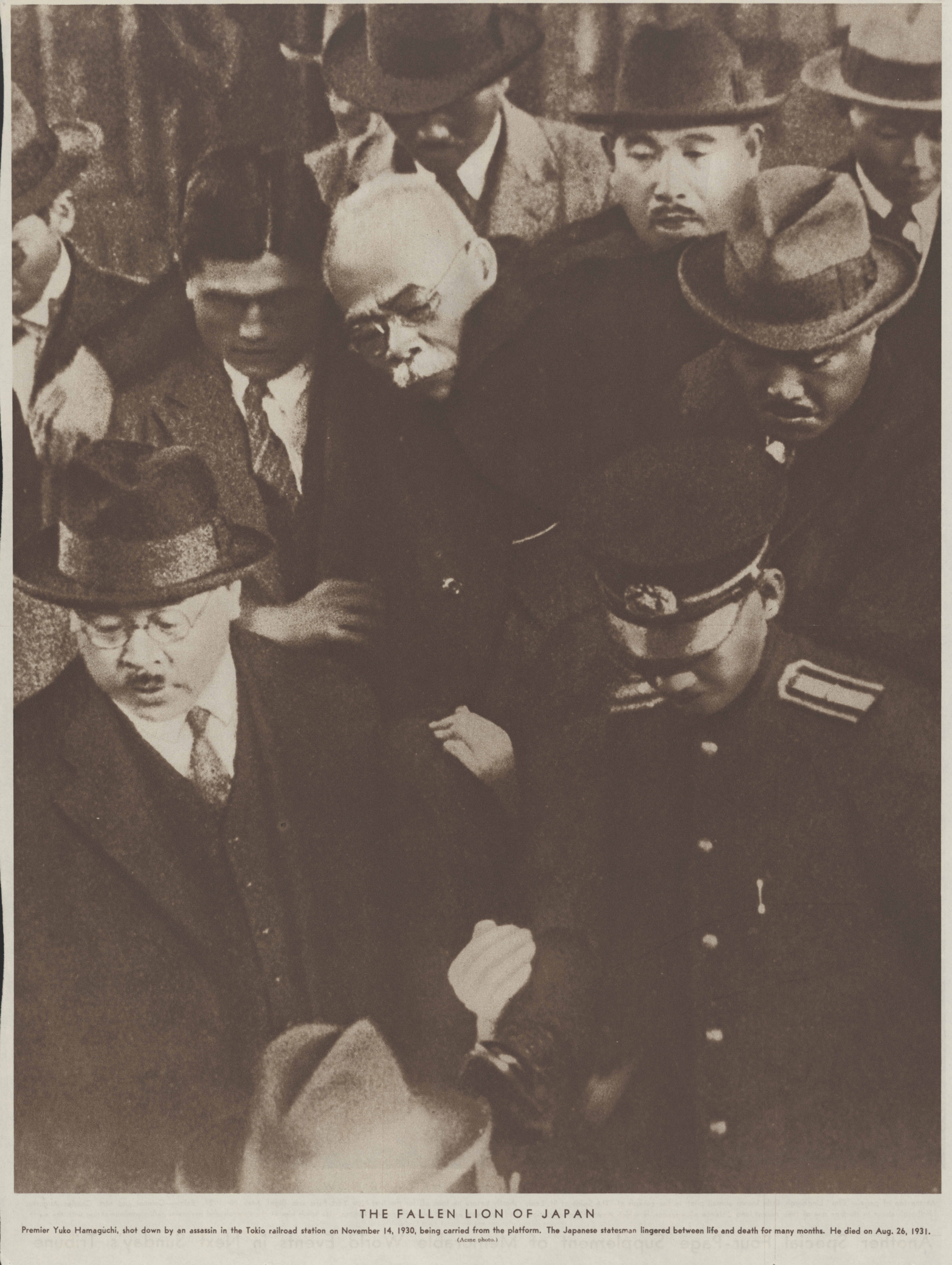
Intent d'assassinat a Hamaguchi Osachi a l'estació de Tòquio, 14 de novembre de 1930

Poc més de dos anys després, el juliol de 1929, va esdevenir primer ministre, posició que va revalidar a les eleccions de l'any següent, un dels comicis més nets que hi havia hagut fins aleshores. No obstant això, les seves polítiques van ser impopulars. A nivell intern, va intentar combatre la creixent inflació, retornant el Japó al patró or i va promoure la mecanització i racionalització de la indústria. Malauradament, els efectes de la Gran Depressió van afectar negativament l'economia japonesa i les mesures van comportar un fort malestar social. També va trobar resistències al seu pla de retallar el sou dels funcionaris.
Quant a la política exterior, amb el seu ministre d'Afers Exteriors Shidehara Kijūrō, va orientar-se a la cooperació amb les grans potències, quelcom que quedà evidenciat en la primera Conferència Naval de Londres de 1930. Durant la mateixa els delegats estatunidencs, britànics i japonesos van aconseguir posar-se d'acord per limitar les seves armades, coincidint amb moltes demandes del Japó prèvies a la conferència. La signatura va desencadenar una campanya d'oposició a Hamaguchi encapçalada per l'Estat Major de l'Armada, que de cap manera volia acceptar el lideratge d'un civil en matèria militar i va acusar el primer ministre d'haver ignorat els seus arguments en contra, que va comptar també amb el suport de la dreta i dels partits de l'oposició al parlament, entre els quals el Rikken Seiyūkai, així com els membres més conservadors del Consell Privat de l'emperador. L'objectiu de tot plegat era afeblir el lideratge de Hamaguchi i reforçar la postura dels militars, però no va cedir perquè, a més, comptava amb el suport de l'emperador Hirohito, raó per la qual el Consell Privat finalment va renunciar a oposar-s'hi. Finalment, Hamaguchi va aconseguir la ratificació de l'acord i va rebre el sobrenom «el Lleó».
Després de la ratificació, la campanya contra ell no va calmar-se, sent destacat el lideratge del parlamentari del Seiyūkai Hatoyama Ichirō, que va afirmar que el control de l'armament no era competència del govern, sinó de l'exèrcit i la marina, els quals havien d'obtenir més concessions. Malgrat que Hamaguchi va intentar no veure's involucrat en aquesta controvèrsia, en aquest context es va produir un atemptat contra ell el 14 de novembre de 1930: un fanàtic de dretes ultranacionalista va disparar-li i va resultar greument ferit. Després de les eleccions de començaments de 1931 va continuar com a Primer Ministre malgrat el seu delicat estat de salut. Tant és així, que no va seguir els consells dels seus metges i va assistir a importants sessions on es presentaven projectes de llei de reformes socials i polítiques, una d'elles reduint el vot masculí dels 25 als 20 anys i un altre donant dret a vot a les dones a les eleccions locals, però en totes les sessions l'oposició el va sotmetre a tota mena d'improperis i, finalment, l'abril de 1931 el seu govern va dimitir.

### Mort
Hamaguchi va morir quatre mesos després, l'agost del mateix any, a causa de les seves ferides.